# Número quasiperfeito
Em matemática, um número quasiperfeito é um número natural n para o qual a soma de todos os seus divisores (a função divisor σ (n)) é igual a 2 n + 1. Equivalentemente, n é a soma de seus divisores não triviais (ou seja, seus divisores excluindo 1 e n ). Nenhum número quase perfeito foi encontrado até agora.

## Teoremas
Se existir um número quasiperfeito, ele deve ser um número quadrado ímpar maior que 1035 e ter pelo menos sete fatores primos distintos. 